# Pneu

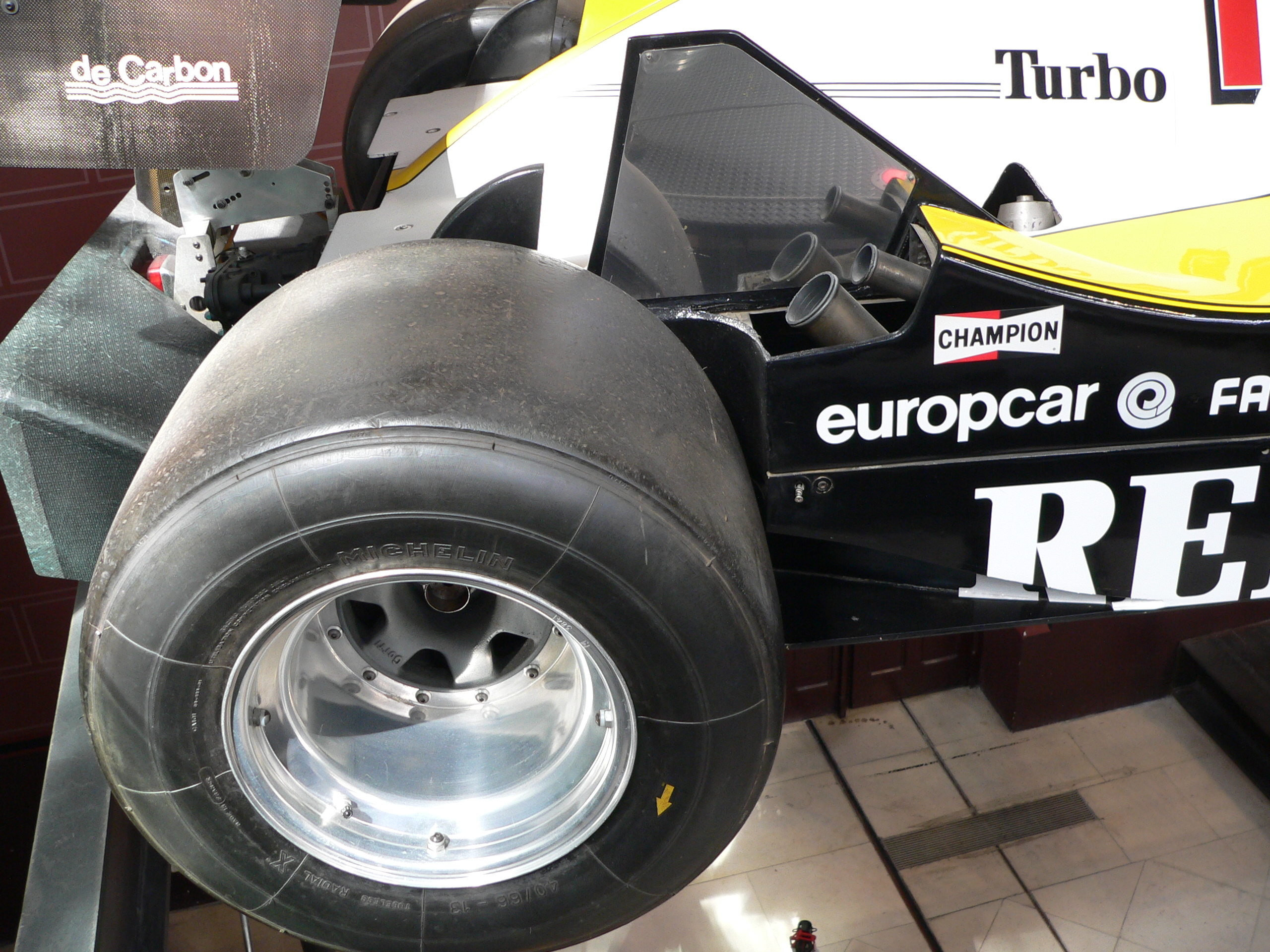
Pneu de Formula 1 (bolidul lui Alain Prost, 1983)

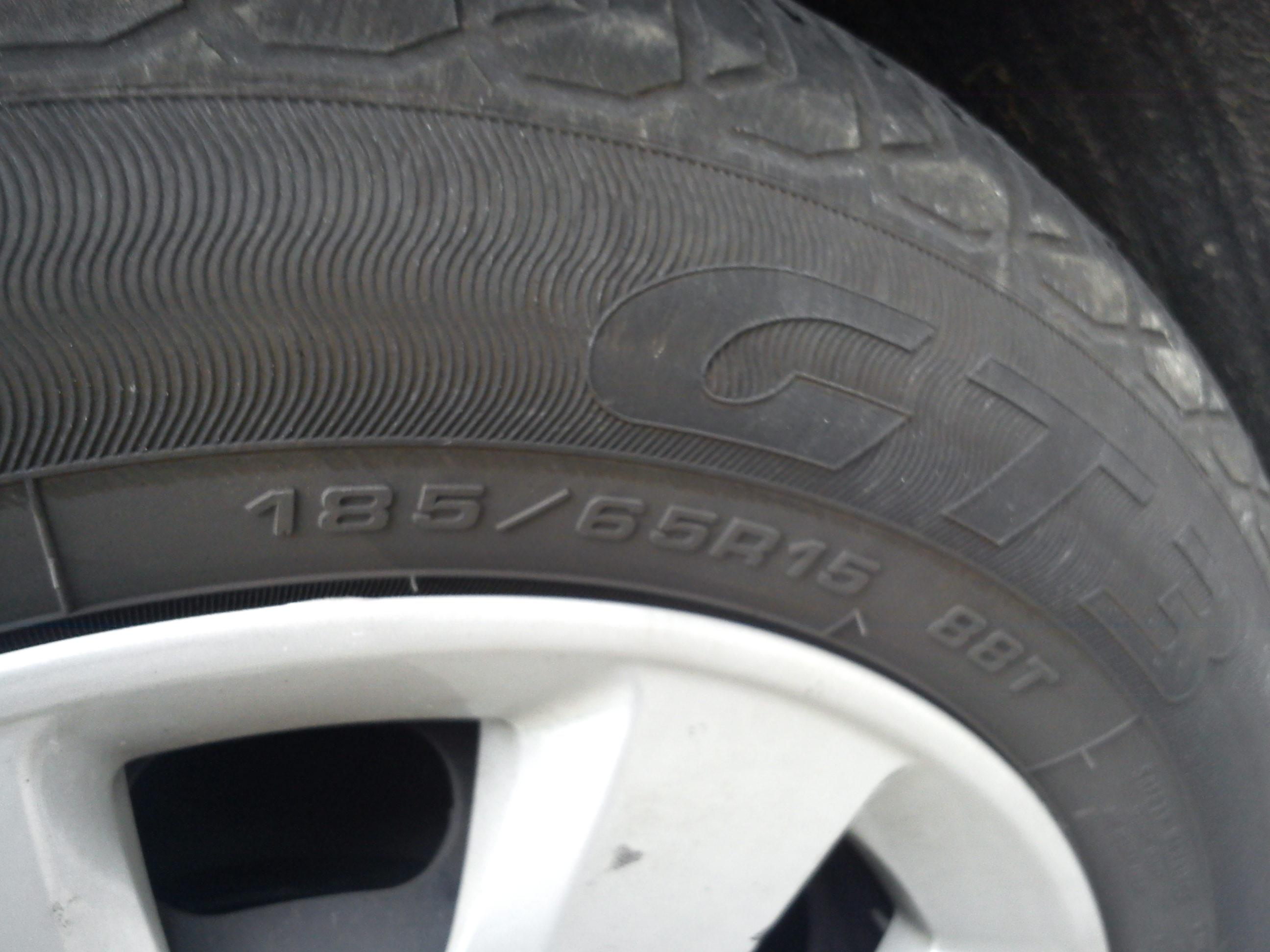

Pneul este un ansamblul format din anvelopă și o cameră de aer comprimat. Pneul se fixează la roțile anumitor vehicule (de regulă pe jantă).